# Forame estilomastóideo
O forame estilomastoideo é um forame localizado no osso temporal, entre o processo estiloide e a apófise mastoidea, através do qual passa o nervo facial (VII par de nervo craniano).